# Olaus Bergrot
Olaus Olai Bergrot var en svensk präst, musikvetare och lutspelare.

## Biografi
Bergrot var född i Hanebo på 1680-talet med starka band till Söderhamn. Han uppflyttades från trivialskolan till Gävle gymnasium 1703.  Han blev studerande av Hälsinge nation i Uppsala 1707 och höll där 1712 en oration De artis musicae praestantia. Han utgav en akademisk avhandling under titeln Exercitium academicum instrumenta musica leviter delineans, preses Johannes Vallerius (Uppsala 1717) där han hyllas som skicklig lutspelare. Magister 1719. Prästvigd samma år 3 juli som pastorsadjunkt i Tierp, komminister 1724. Död 10 januari 1737.